# Villautou
Villautou település Franciaországban, Aude megyében. Lakosainak száma 66 fő (2022. január 1.). Villautou Mirepoix, Lafage, Pécharic-et-le-Py, Plaigne és Cahuzac községekkel határos.

## Népesség
A település népessége az elmúlt években az alábbi módon változott:
| Lakosok száma | 67   | 43   | 44   | 42   | 59   | 61   | 63   | 63   | 64   | 66   |
|               | 1968 | 1982 | 1990 | 2006 | 2013 | 2015 | 2017 | 2019 | 2020 | 2022 |